# Fóth Ernő
Fóth Ernő (Nagysitke, 1934. november 9. – Budapest, 2009. július 19.) Munkácsy Mihály-díjas magyar festőművész, egyetemi tanár.

## Életpályája
1946-ban Sárváron tanult. Gimnáziumi tanulmányait Szombathelyen kezdte meg 1950-ben. 1954–1959 között a Magyar Iparművészeti Főiskola díszítő-festő szakos hallgatója volt, ahol Z. Gács György, Szentiványi Lajos, Rákosy Zoltán és Barcsay Jenő tanították. 1961-től volt kiállító művész. 1962–1969 között a Képzőművészeti Főiskola tanára volt. 1966-tól a Magyar Képző- és Iparművészek Szövetségének tagja volt. 1975-től a Magyar Iparművészeti Főiskola oktatója volt. 1975-ben műveivel bemutatkozott Franciaországban és Németországban is. 1992-től a Magyar Művészeti Akadémia tagja volt.

## Magánélete
1966-ban házasságot között Ferdinánd Judit grafikusművésszel. Két fiuk született; Gábor (1969) és Miklós (1975).

## Kiállításai

### Egyéni
- 1965, 1978, 1981, 1984, 1986, 1997, 2004, 2006 Budapest
- 1966 Győr
- 1968 Kiskunfélegyháza
- 1970, 1978, 1999 Szombathely
- 1977 Kiskunhalas
- 1980 Köln
- 1983, 2000 Hamburg
- 1991 Jeruzsálem
- 1995, 2001 Sárvár
- 1996 Balatonalmádi

### Csoportos
- 1962, 1968-1969, 1971, 1975, 1977, 1984-1985, 1988-1989, 1991, 1997 Budapest
- 1970 Bologna
- 1973, 1977 Belgrád
- 1974 Bécs
- 1976 Milánó
- 1980 Velence, Szófia
- 1982 Hamburg
- 1983 Székesfehérvár, Szeged

## Művei
- Zene (Budapest, 1959)
- Csendélet (1966)
- Kompozíció (Budapest, 1959; Szombathely, 1968)
- Figurális kompozíció (Veszprém, 1961; Kiskunfélegyháza, 1967)
- Szakmunkásképzés (Budapest, 1962)
- Fej (1964)
- Figurák (1964)
- Hangszerek (1964)
- Földmarkolók (1964)
- Hasadó forma (Sárvár, 1965)
- Historia Hungarica (1965)
- Zenélők (Solymár, 1965)
- Fatörzs-figura (1966)
- Metamorfózis (1967-1968, 1998)
- Kráter (1967)
- Repesz (1967)
- Mezőgazdaság (Gödöllő, 1967)
- Történelmi tabló (1968)
- Régmúlt és jövő (Szombathely, 1968)
- Termés (1969)
- Háló (1969)
- Napóra (Ráckeve, 1970)
- Ballada (1971)
- Szarvasok (Budapest, 1971)
- Üvegablak (Hajdúszoboszló, 1971)
- Mementó (1972)
- Claudius (Szombathely, 1972)
- Roncsolódás (1973)
- Háborús emlékek (1974)
- Bányászok emlékére (1974)
- Nőalak (1974)
- Ébredés (1975)
- Vadászat (Mátrafüred, 1975)
- Mag (1976)
- Sirató (1976)
- Kőálom II. (1976)
- Asszociációk II.-III. (1976)
- Széchenyi (Nagycenk, 1976)
- Roncsolódás II. (1978)
- Kéznyomok II. (1978)
- Barrikád (1978)
- Tékozló fiú II. (1979)
- Kenyér (1979)
- Földanya (1979)
- Föld és víz (Budapest, 1979)
- Háború és béke II. (Budapest, 1979)
- Vénusz születése (Budapest, 1979)
- Bartók emlékére (1981)
- Kodály emlékére (1982)
- Űrrepülés (Budapest, 1982)
- Jubileum (ünnep) (Budapest, 1983)
- Lebegő formák (1984)
- Organikus formák (1984)
- Kráterek (1984)
- Orfeusz és Euridiké (Budapest, 1984)
- Törések (1985)
- Pegazus (Szeged, 1985)
- Ballada II. (1986)
- Naprendszer (Budapest, 1986)
- Töredékek (1988)
- Triptichon (1988)
- Memento II. (1988)
- Rekvizítum (1988)
- Opusz (1989)
- Előttünk egy nemzet sorsa áll (Budapest, 1989)
- Gödör (1990)
- Opusz III. (1990)
- Memento III. (1993)
- Michelangeló emlékére (1994)
- Opusz IV. (1996)
- Töredékek III. (1996)
- Torzó-rög (1997)
- Kövület I. (1998)
- Prométheusz torzó (1998)
- Requiem (1998)
- Kenyérrőg (1999)
- Kövület II. (2000)
- Falfirkák II. (2000)
- Kövület X. (2004)
- Kráter és torzó II. (2004)
- Kenyérkő (2004)
- Törött Piéta (2005)
- 1956. november 4. (2006)

## Díjai, elismerései
- Népköztársasági ösztöndíj (1958)
- a Kulturális Minisztérium nívódíja (1977)
- Állami ösztöndíj (1978)
- Szocialista Kultúráért díj (1982)